# Domaji
Domaji falu Horvátországban Kapronca-Kőrös megyében. Közigazgatásilag Sokolovachoz tartozik.

## Fekvése
Kaproncától 10 km-re délnyugatra, községközpontjától 3 km-re északra a Kemléki-hegység keleti nyúlványai közötti völgyben fekszik.

## Története
Lakosságát csak 1948-ban számlálták meg először, ekkor 211-en lakták. 2001-ben a falunak 182 lakosa volt.

## Külső hivatkozások
Sokolovac község hivatalos oldala